# Rue des Guildes
La rue des Guildes (en néerlandais : Gildenstraat) est une rue bruxelloise située principalement sur le territoire de Bruxelles-ville et avec une petite portion située sur la commune de Saint-Josse-ten-Noode. Elle s’étend du carrefour de la rue de la Pacification, de la rue de Spa et de la rue de l'Artichaut, jusqu'au carrefour de la rue Willems, de la rue Bonneels, de la rue des Éburons et du square Gutenberg.